# Lista țărilor în funcție de indicele foametei la nivel global

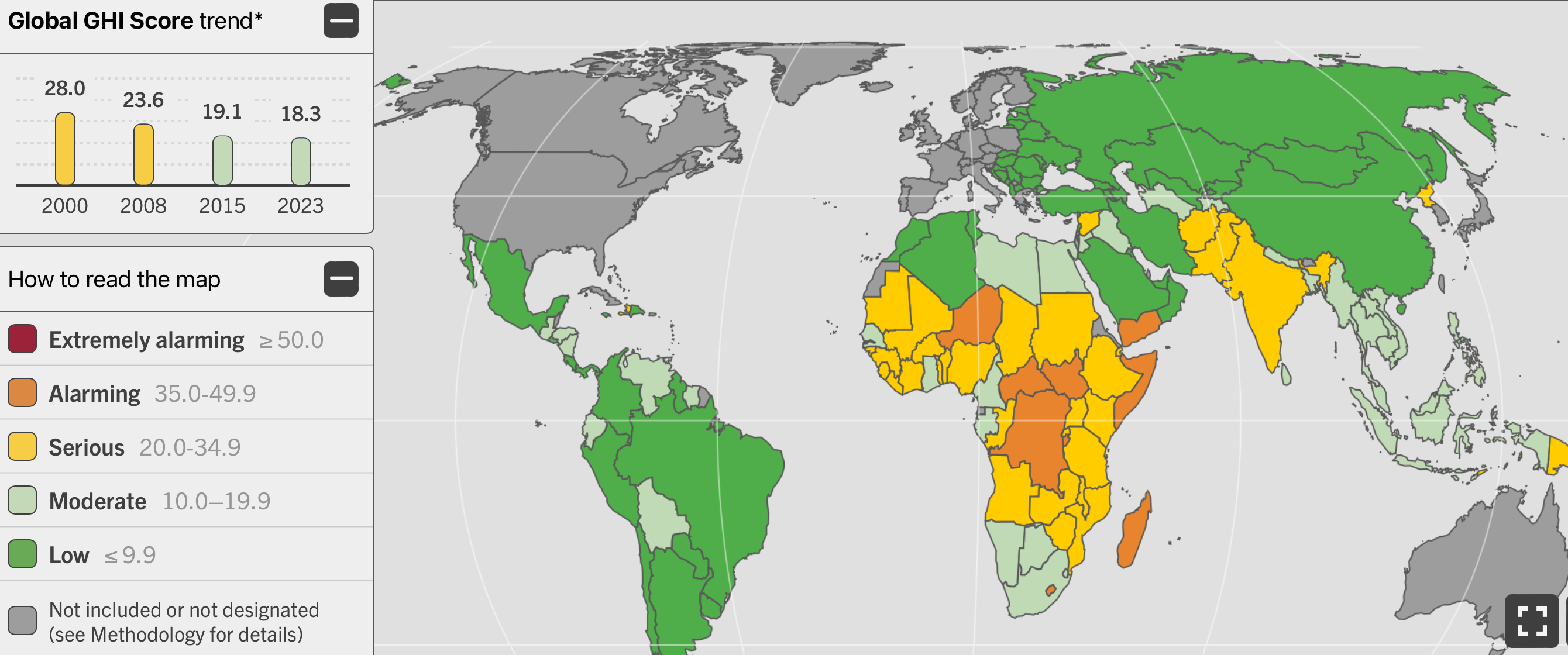
Harta lumii după Indicele foametei la nivel global (Global Hunger Index), 2023

Indicele foametei la nivel global (Global Hunger Index) este un instrument care măsoară și urmărește evoluția foametei la nivel global, pe regiuni și pe țară, actualizat anual de ONG-urile europene  Concern Worldwide(en) (Irlanda) și Welthungerhilfe(de) (Germania). IFG se calculează anual, iar rezultatele apar într-un raport publicat în luna octombrie a fiecărui an.
Raportul „2023 Global Hunger Index” arată că, deși unele țări au înregistrat progrese semnificative, s-au înregistrat puține progrese în reducerea foametei la scară globală din 2015. Scorul GHI 2023 la nivel global este de 18,3, considerat moderat, cu mai puțin de un punct sub scorul global GHI 2015 de 19,1. Mai mult, din 2017 prevalența subnutriției, unul dintre indicatorii utilizați în calculul scorurilor GHI, a fost în creștere, iar numărul persoanelor subnutrite a urcat de la 572 milioane la aproximativ 735 milioane. Asia de Sud și Africa Subsahariană sunt regiunile lumii cu cele mai mari niveluri de foamete, cu scoruri GHI de 27,0 fiecare, indicând foamete gravă. În ultimele două decenii, aceste două regiuni au înregistrat în mod constant cele mai ridicate niveluri de foamete. În timp ce ambele regiuni au înregistrat progrese considerabile între 2000 și 2015, progresul de după anul 2015 aproape s-a oprit, reflectând tendința înregistrată pentru întreaga lume.

## Raportul Global Hunger Index
GHI a fost menționat pentru prima dată în 2006, apărând în raportul elaborat de Institutul Internațional de Cercetare a Politicii Alimentare (IFPRI) din SUA și Welthungerhilfe din Germania. În 2007, ONG-ul irlandez Concern Worldwide a devenit co-editor. În 2018, IFPRI s-a retras din proiect, iar GHI a devenit un proiect comun al Welthungerhilfe și Concern Worldwide.
Indicele foametei la nivel global prezintă amplitudinea multidimensională a foametei la nivel național, regional și global prin atribuirea unui scor numeric bazat pe mai multe aspecte ale foametei. Țările sunt clasate după scorul GHI și comparate cu scorurile anterioare din trei ani de referință (de exemplu, scorurile GHI 2023 pot fi comparate direct cu scorurile GHI 2000, 2008 și 2015) pentru a oferi o evaluare a progresului în timp. În plus față de prezentarea scorurilor GHI, raportul include un eseu despre un subiect legat de foamete, care se schimbă anual. 
Raportul „2023 Global Hunger Index” se concentrează pe rolul central pe care trebuie să-l joace tinerii în transformarea sistemelor alimentare. Tinerii ajung la vârsta adultă într-un context de sisteme alimentare inegale și nedurabile, care nu reușesc să asigure securitatea alimentară și nutrițională și sunt extrem de vulnerabili la schimbările climatice și la degradarea mediului. Cu toate acestea, participarea tinerilor la luarea deciziilor care le vor afecta viitorul este limitată. Urmărirea suveranității alimentare - dreptul oamenilor la alimente sănătoase și adecvate din punct de vedere cultural, produse prin metode ecologice și durabile - reprezintă o oportunitate de a implica tinerii în transformarea sistemelor alimentare eșuate. Tinerii își pot aplica energia și capacitățile inovative pentru a ajuta sistemele alimentare să devină mai durabile, mai juste și mai capabile să răspundă nevoilor tuturor oamenilor din lume, în special ale celor mai vulnerabili.

## Calculul scorurilor GHI
| Nivel              | Valoare   |
| ------------------ | --------- |
| scăzut             | ≤ 9.9     |
| moderat            | 10,0-19,9 |
| serios             | 20,0-34,9 |
| alarmant           | 35,0-49,9 |
| extrem de alarmant | ≥ 50,0    |

Pe baza valorilor celor patru indicatori, un scor GHI este calculat pe o scală de 100 de puncte care reflectă severitatea foametei, unde 0 este cel mai bun scor posibil (zero foamete) și 100 este cel mai rău. Scorul GHI al fiecărei țări este clasificat în funcție de gravitate, de la „scăzut” la „extrem de alarmant”.
GHI combină 4 indicatori:
- subnutriție: ponderea populației cu aport caloric insuficient,
- stagnare staturală infantilă: ponderea copiilor sub vârsta de cinci ani care au o înălțime scăzută pentru vârsta lor, reflectând subnutriția cronică,
- stagnare ponderală infantilă: ponderea copiilor sub vârsta de cinci ani care au greutate mică pentru înălțimea lor, reflectând subnutriția acută,
- mortalitate infantilă: ponderea copiilor care mor înainte de împlinirea vârstei de cinci ani, reflectând parțial combinația de nutriție inadecvată și mediu nesănătos.

În raportul 2023, datele au fost evaluate pentru cele 136 de țări care au îndeplinit criteriile de includere în GHI, iar scorurile GHI au fost calculate pentru 125 dintre aceste țări pe baza datelor din 2000 până în 2023. Datele utilizate pentru a calcula scorurile GHI provin din surse ale Națiunilor Unite [Organizația pentru Alimentație și Agricultură, Organizația Mondială a Sănătății, UNICEF și UN IGME - Grupul inter-agenții pentru estimarea mortalității infantile (Inter-agency Group for Child Mortality Estimation)], Banca Mondială și Programul de anchete demografice și de sănătate (Demographic and Health Surveys).
Pentru 11 țări, scorurile individuale nu au putut fi calculate, iar pozițiile nu au putut fi determinate din cauza lipsei de date. 5 țări au fost desemnate provizoriu în funcție de gravitate pe baza altor date publicate. Pentru celelalte 6 țări, datele au fost insuficiente pentru a permite fie calcularea scorurilor GHI, fie atribuirea unor categorii provizorii.
O hartă interactivă permite vizualizarea datelor pentru diferiți ani și analizarea anumitor regiuni sau țări.

## Tendințe globale și regionale
Conform scorurilor GHI 2023 și desemnărilor provizorii, foametea rămâne „gravă” sau „alarmantă” în 43 de țări. 9 țări înregistrează niveluri alarmante ale foametei: Burundi, Republica Centrafricană, Republica Democrată Congo, Lesotho, Madagascar, Niger, Somalia, Sudanul de Sud și Yemen. În alte 34 de țări, foametea este considerată gravă. Multe țări au înregistrat o înrăutățire în ultimii ani: după 2015, foametea a crescut în 18 țări cu scoruri GHI 2023 moderate, grave sau alarmante. Alte 14 țări cu scoruri GHI 2023 moderate, grave sau alarmante au înregistrat o scădere cu mai puțin de 5% între scorurile GHI înregistrate în 2015 și 2023, ceea ce indică un progres neglijabil pentru perioada respectivă. În ritmul actual, 58 de țări nu vor atinge un nivel scăzut al foametei până în 2030. Cu toate acestea, există și exemple de progres. 7 țări ale căror scoruri GHI 2000 au indicat niveluri extrem de alarmante ale foametei — Angola, Ciad, Etiopia, Niger, Sierra Leone, Somalia și Zambia — au înregistrat de atunci progrese. De asemenea, 7 țări au înregistrat reduceri de cinci puncte sau mai mult între scorurile GHI din 2015 și 2023: Bangladesh, Ciad, Djibouti, Laos, Mozambic, Nepal și Timorul de Est. Aceste reduceri ale foametei sunt deosebit de impresionante, având în vedere provocările cu care se confruntă lumea și stagnarea nivelurilor foametei la nivel global în ultimii ani.
Crizele suprapuse, inclusiv consecințele pandemiei COVID-19, invazia Rusiei în Ucraina și multiplele conflicte violente și dezastrele climatice din întreaga lume, au împins unele țări către crize alimentare, în timp ce alte țări au fost mai rezistente. Țările cu venituri mici și medii, care tind să fie mai vulnerabile la crize, au fost deosebit de puternic afectate în comparație cu țările cu venituri mari. Măsura în care țările sunt capabile să-și revină după șocuri depinde în mare măsură de factorii de bază, cum ar fi fragilitatea statului, inegalitatea, guvernanța proastă și sărăcia cronică. Având în vedere că este de așteaptat ca lumea să fie supusă unor șocuri sporite în anii următori, în special ca urmare a schimbărilor climatice, eficiența pregătirii și a răspunsului în caz de dezastre este probabil să devină din ce în ce mai centrală în perspectiva securității alimentare.
Asia de Sud și Africa Subsahariană sunt regiunile lumii cu cele mai ridicate niveluri de foamete, cu scoruri GHI de 27,0 fiecare, indicând foamete gravă în ambele regiuni. În ultimele două decenii, aceste două regiuni au avut în mod constant cele mai ridicate niveluri de foamete, care a fost considerată alarmantă în 2000 și gravă conform scorurilor GHI 2008 și 2015. În timp ce atât Asia de Sud, cât și Africa Subsahariană au înregistrat progrese considerabile între 2000 și 2015, o comparație a scorurilor din 2015 și 2023 arată că progresul aproape s-a oprit, reflectând tendința văzută pentru întreaga lume.
Asia de Vest și Africa de Nord sunt regiunile cu al treilea cel mai mare nivel al foametei, conform scorurilor GHI 2023. Cu un scor GHI 2023 de 11,9, nivelul foametei din Asia de Vest și Africa de Nord este considerat moderat. Yemen și Siria, distruse de conflicte, au cele mai înalte scoruri GHI 2023 la nivel de țară din regiune, 39,9, respectiv 26,1. Regiunea se confruntă cu amenințări care se profilează, inclusiv penuria de apă în creștere și efectele crescânde ale schimbărilor climatice. Se estimează că schimbările climatice, efectele acestora asupra producției agricole și creșterea rapidă a populației vor crește și mai mult nivelul deja ridicat de dependență a regiunii de importurile de alimente în următorii ani. Este de așteptat ca aceste constrângeri tot mai mari de resurse să exacerbeze problemele de guvernare în regiune și, posibil, să contribuie la apariția unor viitoare conflicte.

## Tabelul Global Hunger Index
Tabelul prezintă un clasament al țărilor în funcție de indicele global al foametei. Clasamentul și scorurile calculate din acest tabel nu pot fi comparate cu precizie cu clasamentele și scorurile calculate în rapoartele anterioare.
Legendă
| Țări în care foametea este la un nivel scăzut (GHI ≤ 9,9)              |
| Țări în care foametea este la un nivel moderat (GHI = 10,0–19,9)       |
| Țări în care foametea este la un nivel serios (GHI = 20,0–34,9)        |
| Țări în care foametea este la un nivel alarmant (GHI = 35,0–49,9)      |
| Țări în care foametea este la un nivel extrem de alarmant (GHI ≥ 50,0) |

| Loc în 2023 | Loc în 2015 | Țară                      | 2000 | 2008   | 2015   | 2023    | Modificare față de 2015 | Modificare față de 2015 |
| Loc în 2023 | Loc în 2015 | Țară                      | 2000 | 2008   | 2015   | 2023    | Valoare                 | Procent                 |
| |             |                           |      |        |        |         |                         |                         |
| --- | ----------- | ------------------------- | ---- | ------ | ------ | ------- | ----------------------- | ----------------------- |
| 1-20 | 1-15        | Belarus                   | <5   | <5     | <5     | <5      | —                       | —                       |
| 1-20 | 19          | Bosnia și Herțegovina     | 9.4  | 6.5    | 5.3    | <5      | —                       | —                       |
| 1-20 | 1-15        | Chile                     | <5   | <5     | <5     | <5      | —                       | —                       |
| 1-20 | 1-15        | China                     | 13.4 | 7.1    | <5     | <5      | —                       | —                       |
| 1-20 | 1-15        | Croația                   | <5   | <5     | <5     | <5      | —                       | —                       |
| 1-20 | 1-15        | Estonia                   | <5   | <5     | <5     | <5      | —                       | —                       |
| 1-20 | 1-15        | Georgia                   | 12.1 | 6.6    | <5     | <5      | —                       | —                       |
| 1-20 | 16          | Ungaria                   | 6.7  | 5.6    | 5.0    | <5      | —                       | —                       |
| 1-20 | 1-15        | Kuwait                    | <5   | <5     | <5     | <5      | —                       | —                       |
| 1-20 | 1-15        | Letonia                   | <5   | <5     | <5     | <5      | —                       | —                       |
| 1-20 | 1-15        | Lituania                  | 7.6  | 5.1    | <5     | <5      | —                       | —                       |
| 1-20 | 1-15        | Republica Moldova         | 18.6 | 17.0   | <5     | <5      | —                       | —                       |
| 1-20 | 1-15        | Muntenegru                | —    | 5.2    | <5     | <5      | —                       | —                       |
| 1-20 | 19          | Macedonia de Nord         | 7.5  | 5.3    | 5.3    | <5      | —                       | —                       |
| 1-20 | 17          | România                   | 7.9  | 5.8    | 5.1    | <5      | —                       | —                       |
| 1-20 | 1-15        | Serbia                    | —    | 5.8    | <5     | <5      | —                       | —                       |
| 1-20 | 24          | Slovacia                  | 7.2  | 5.7    | 5.7    | <5      | —                       | —                       |
| 1-20 | 1-15        | Turcia                    | 10.1 | 5.7    | <5     | <5      | —                       | —                       |
| 1-20 | 23          | Emiratele Arabe Unite     | <5   | 6.8    | 5.6    | <5      | —                       | —                       |
| 1-20 | 1-15        | Uruguay                   | 7.6  | 5.3    | <5     | <5      | —                       | —                       |
| 21 | 26          | Uzbekistan                | 24.2 | 14.9   | 5.9    | 5.0     | -0.9                    | -15.3                   |
| 22 | 1-15        | Costa Rica                | 6.9  | <5     | <5     | ▲ 5.1   | —                       | —                       |
| 23 | 32          | Bulgaria                  | 8.6  | 7.7    | 7.3    | 5.4     | -1.9                    | -26.0                   |
| 24 | 24          | Kazahstan                 | 11.3 | 11.0   | 5.7    | 5.5     | -0.2                    | -3.5                    |
| 25 | 27          | Armenia                   | 19.2 | 11.7   | 6.3    | 5.6     | -0.7                    | -11.1                   |
| 26 | 27          | Rusia                     | 10.2 | 5.8    | ▲ 6.3  | 5.8     | -0.5                    | -7.9                    |
| 27 | 29          | Tunisia                   | 10.3 | 7.4    | 6.4    | 5.9     | -0.5                    | -7.8                    |
| 28 | 30          | Mexic                     | 10.2 | 9.9    | 6.7    | 6.0     | -0.7                    | -10.4                   |
| 28 | 17          | Paraguay                  | 11.8 | 10.1   | 5.1    | ▲ 6.0   | 0.9                     | 17.6                    |
| 30 | 40          | Albania                   | 16.4 | 15.5   | 8.8    | 6.1     | -2.7                    | -30.7                   |
| 31 | 19          | Argentina                 | 6.8  | 5.5    | 5.3    | ▲ 6.4   | 1.1                     | 20.8                    |
| 32 | 22          | Brazilia                  | 11.7 | 6.8    | 5.4    | ▲ 6.7   | 1.3                     | 24.1                    |
| 33 | 37          | Algeria                   | 14.7 | 11.1   | 8.5    | 6.8     | -1.7                    | -20.0                   |
| 34 | 44          | Azerbaidjan               | 24.9 | 15.0   | 9.3    | 6.9     | -2.4                    | -25.8                   |
| 35 | 34          | Columbia                  | 11.0 | 10.2   | 7.5    | 7.0     | -0.5                    | -6.7                    |
| 36 | 35          | Peru                      | 20.6 | 14.0   | 7.7    | 7.2     | -0.5                    | -6.5                    |
| 37 | 41          | Arabia Saudită            | 12.3 | 10.6   | 9.1    | 7.3     | -1.8                    | -19.8                   |
| 38 | 38          | Jamaica                   | 8.5  | ▲ 8.6  | 8.6    | 7.5     | -1.1                    | -12.8                   |
| 38 | 41          | Kârgâzstan                | 17.5 | 12.9   | 9.1    | 7.5     | -1.6                    | -17.6                   |
| 38 | 33          | Mongolia                  | 29.9 | 16.7   | 7.4    | ▲ 7.5   | 0.1                     | 1.4                     |
| 41 | 35          | Iran                      | 13.7 | 8.8    | 7.7    | 7.7     | 0.0                     | 0.0                     |
| 42 | 39          | Panama                    | 18.6 | 13.0   | 8.7    | 7.9     | -0.8                    | -9.2                    |
| 43 | 47          | El Salvador               | 14.7 | 12.0   | 9.8    | 8.1     | -1.7                    | -17.3                   |
| 44 | 31          | Ucraina                   | 13.0 | 7.1    | 7.1    | ▲ 8.2   | 1.1                     | 15.5                    |
| 45 | 52          | Oman                      | 14.8 | 11.2   | 11.2   | 8.3     | -2.9                    | -25.9                   |
| 46 | 45          | Republica Dominicană      | 15.1 | 13.9   | 9.4    | 8.6     | -0.8                    | -8.5                    |
| 47 | 41          | Maroc                     | 15.8 | 12.2   | 9.1    | 9.0     | -0.1                    | -1.1                    |
| 48 | 53          | Guyana                    | 17.2 | 15.1   | 11.3   | 9.3     | -2.0                    | -17.7                   |
| 49 | 48          | Fiji                      | 9.3  | 8.6    | ▲ 10.4 | 9.7     | -0.7                    | -6.7                    |
| — | —           | Liban                     | —    | —      | —      | 0–9.9   | —                       | —                       |
| 50 | 54          | Turkmenistan              | 20.3 | 14.5   | 11.4   | 10.3    | -1.1                    | -9.6                    |
| 51 | 49          | Surinam                   | 15.1 | 11.0   | 10.6   | 10.4    | -0.2                    | -1.9                    |
| 51 | 45          | Thailanda                 | 18.7 | 12.2   | 9.4    | ▲ 10.4  | 1.0                     | 10.6                    |
| 53 | 50          | Trinidad-Tobago           | 11.0 | 10.7   | 10.7   | ▲ 10.8  | 0.1                     | 0.9                     |
| 54 | 59          | Vietnam                   | 26.1 | 20.1   | 14.5   | 11.4    | -3.1                    | -21.4                   |
| 55 | 60          | Capul Verde               | 15.7 | 12.4   | ▲ 14.6 | 12.4    | -2.2                    | -15.1                   |
| 56 | 56          | Malaysia                  | 15.4 | 13.7   | 12.0   | ▲ 12.5  | 0.5                     | 4.2                     |
| 57 | 64          | Egipt                     | 16.4 | ▲ 16.9 | 15.2   | 12.8    | -2.4                    | -15.8                   |
| 58 | 60          | Nicaragua                 | 22.3 | 17.5   | 14.6   | 13.0    | -1.6                    | -11.0                   |
| 58 | 58          | Africa de Sud             | 18.0 | 16.8   | 13.9   | 13.0    | -0.9                    | -6.5                    |
| 60 | 68          | Sri Lanka                 | 21.7 | 17.6   | 17.1   | 13.3    | -3.8                    | -22.2                   |
| 61 | 57          | Mauritius                 | 15.4 | 13.9   | 13.5   | ▲ 13.6  | 0.1                     | 0.7                     |
| 62 | 65          | Ghana                     | 28.5 | 22.2   | 15.7   | 13.7    | -2.0                    | -12.7                   |
| 62 | 67          | Tadjikistan               | 40.1 | 29.9   | 16.9   | 13.7    | -3.2                    | -18.9                   |
| 64 | 66          | Irak                      | 23.6 | 20.3   | 16.5   | 13.8    | -2.7                    | -16.4                   |
| 65 | 55          | Ecuador                   | 19.7 | 18.1   | 11.7   | ▲ 14.5  | 2.8                     | 23.9                    |
| 66 | 72          | Filipine                  | 25.0 | 19.1   | 18.3   | 14.8    | -3.5                    | -19.1                   |
| 67 | 74          | Cambodia                  | 41.4 | 25.6   | 19.0   | 14.9    | -4.1                    | -21.6                   |
| 67 | 63          | Honduras                  | 22.0 | 19.2   | 15.0   | 14.9    | -0.1                    | -0.7                    |
| 69 | 78          | Nepal                     | 37.2 | 29.0   | 21.3   | 15.0    | -6.3                    | -29.6                   |
| 69 | 71          | Senegal                   | 34.3 | 21.8   | 18.0   | 15.0    | -3.0                    | -16.7                   |
| 71 | 62          | Bolivia                   | 27.6 | 22.1   | 14.7   | ▲ 15.6  | 0.9                     | 6.1                     |
| 72 | 73          | Libia                     | 16.6 | 12.8   | ▲ 18.5 | 16.1    | -2.4                    | -13.0                   |
| 72 | 69          | Myanmar                   | 40.2 | 29.7   | 17.3   | 16.1    | -1.2                    | -6.9                    |
| 74 | 79          | Laos                      | 44.3 | 30.4   | 21.8   | 16.3    | -5.5                    | -25.2                   |
| 75 | 75          | Eswatini                  | 24.7 | ▲ 25.0 | 19.3   | 17.3    | -2.0                    | -10.4                   |
| 75 | 51          | Venezuela                 | 14.6 | 8.8    | ▲ 11.1 | ▲ 17.3  | 6.2                     | 55.9                    |
| 77 | 80          | Indonezia                 | 26.0 | ▲ 28.5 | 21.9   | 17.6    | -4.3                    | -19.6                   |
| 78 | 82          | Namibia                   | 26.4 | ▲ 29.2 | 22.2   | 18.0    | -4.2                    | -18.9                   |
| 79 | 77          | Camerun                   | 36.0 | 29.0   | 20.7   | 18.6    | -2.1                    | -10.1                   |
| 80 | 69          | Gabon                     | 21.0 | 20.2   | 17.3   | ▲ 18.7  | 1.4                     | 8.1                     |
| 81 | 96          | Bangladesh                | 33.8 | 30.6   | 26.2   | 19.0    | -7.2                    | -27.5                   |
| 82 | 76          | Guatemala                 | 28.6 | 24.0   | 20.6   | 19.1    | -1.5                    | -7.3                    |
| 83 | 88          | Insulele Solomon          | 20.2 | 18.2   | ▲ 23.4 | 19.6    | -3.8                    | -16.2                   |
| 84 | 91          | Gambia                    | 29.2 | 24.9   | 24.3   | 19.7    | -4.6                    | -18.9                   |
| 85 | 82          | Botswana                  | 27.2 | 26.8   | 22.2   | 19.9    | -2.3                    | -10.4                   |
| 85 | —           | Iordania                  | —    | —      | —      | 10–19.9 | —                       | —                       |
| 86 | 81          | Coasta de Fildeș          | 32.5 | ▲ 36.0 | 22.1   | 20.6    | -1.5                    | -6.8                    |
| 87 | 84          | Mauritania                | 30.5 | 18.8   | ▲ 22.4 | 21.0    | -1.4                    | -6.2                    |
| 88 | 86          | Malawi                    | 43.1 | 29.2   | 22.9   | 21.1    | -1.8                    | -7.9                    |
| 88 | 94          | Togo                      | 38.2 | 29.6   | 25.7   | 21.1    | -4.6                    | -17.9                   |
| 90 | 85          | Kenya                     | 36.7 | 29.5   | 22.5   | 22.0    | -0.5                    | -2.2                    |
| 91 | 87          | Benin                     | 33.9 | 26.4   | 23.3   | 22.6    | -0.7                    | -3.0                    |
| 92 | 90          | Comore                    | 38.2 | 30.4   | 24.0   | 22.7    | -1.3                    | -5.4                    |
| 93 | 110         | Djibouti                  | 44.4 | 33.9   | 29.6   | 23.0    | -6.6                    | -22.3                   |
| 94 | 92          | Tanzania                  | 40.7 | 30.2   | 24.6   | 23.2    | -1.4                    | -5.7                    |
| 95 | 101         | Uganda                    | 35.0 | 29.0   | 27.8   | 25.2    | -2.6                    | -9.4                    |
| 96 | 104         | Rwanda                    | 49.7 | 33.1   | 28.3   | 25.4    | -2.9                    | -10.2                   |
| 97 | 103         | Burkina Faso              | 45.0 | 33.7   | 28.0   | 25.5    | -2.5                    | -8.9                    |
| 98 | 99          | Mali                      | 41.9 | 32.2   | 27.1   | 25.6    | -1.5                    | -5.5                    |
| 99 | 94          | Angola                    | 64.9 | 42.9   | 25.7   | ▲ 25.9  | 0.2                     | 0.8                     |
| 100 | 89          | Siria                     | 13.9 | ▲ 16.2 | ▲ 23.9 | ▲ 26.1  | 2.2                     | 9.2                     |
| 101 | 98          | Etiopia                   | 53.3 | 40.5   | 26.5   | 26.2    | -0.3                    | -1.1                    |
| 102 | 108         | Pakistan                  | 36.7 | 31.3   | 28.8   | 26.6    | -2.2                    | -7.6                    |
| 103 | 106         | Sudan                     | —    | —      | 28.5   | 27.0    | -1.5                    | -5.3                    |
| 104 | 105         | Guineea                   | 40.2 | 29.3   | 28.4   | 27.1    | -1.3                    | -4.6                    |
| 105 | 106         | Papua Noua Guinee         | 33.5 | 32.9   | 28.5   | 27.4    | -1.1                    | -3.9                    |
| 106 | 93          | Coreea de Nord            | 39.5 | 30.4   | 24.8   | ▲ 27.8  | 3.0                     | 12.1                    |
| 107 | 96          | Republica Congo           | 34.6 | 32.4   | 26.2   | ▲ 28.0  | 1.8                     | 6.9                     |
| 107 | 100         | Zimbabwe                  | 35.5 | 30.7   | 27.6   | ▲ 28.0  | 0.4                     | 1.4                     |
| 109 | 101         | Nigeria                   | 39.9 | 31.2   | 27.8   | ▲ 28.3  | 0.5                     | 1.8                     |
| 110 | 116         | Zambia                    | 53.2 | 44.9   | 33.2   | 28.5    | -4.7                    | -14.2                   |
| 111 | 109         | India                     | 38.4 | 35.5   | 29.2   | 28.7    | -0.5                    | -1.7                    |
| 112 | 119         | Timorul de Est            | —    | 46.5   | 35.9   | 29.9    | -6.0                    | -16.7                   |
| 113 | 121         | Mozambic                  | 48.2 | 35.6   | ▲ 37.0 | 30.5    | -6.5                    | -17.6                   |
| 114 | 112         | Afganistan                | 49.6 | 36.5   | 30.4   | ▲ 30.6  | 0.2                     | 0.7                     |
| 115 | 111         | Haiti                     | 40.3 | 40.2   | 30.1   | ▲ 31.1  | 1.0                     | 3.3                     |
| 116 | 114         | Sierra Leone              | 57.4 | 45.4   | 32.8   | 31.3    | -1.5                    | -4.6                    |
| 117 | 115         | Liberia                   | 48.0 | 36.4   | 32.9   | 32.2    | -0.7                    | -2.1                    |
| 118 | 117         | Guineea-Bissau            | 37.7 | 29.6   | ▲ 33.3 | 33.0    | -0.3                    | -0.9                    |
| 119 | 123         | Ciad                      | 50.6 | 49.9   | 40.1   | 34.6    | -5.5                    | -13.7                   |
| 120 | 118         | Niger                     | 53.3 | 39.5   | 35.2   | 35.1    | -0.1                    | -0.3                    |
| 121 | 113         | Lesotho                   | 32.5 | 27.8   | ▲ 30.6 | ▲ 35.5  | 4.9                     | 16.0                    |
| 122 | 120         | Republica Democrată Congo | 46.3 | 40.2   | 36.4   | 35.7    | -0.7                    | -1.9                    |
| 123 | 124         | Yemen                     | 41.4 | 37.8   | ▲ 42.1 | 39.9    | -2.2                    | -5.2                    |
| 124 | 122         | Madagascar                | 42.4 | 36.6   | ▲ 38.9 | ▲ 41.0  | 2.1                     | 5.4                     |
| 125 | 125         | Republica Centrafricană   | 48.2 | 43.7   | ▲ 44.0 | 42.3    | -1.7                    | -3.9                    |
| — | —           | Somalia                   | 63.6 | 59.2   | —      | 35–49.9 | —                       | —                       |
| — | —           | Burundi                   | —    | —      | —      | 35–49.9 | —                       | —                       |
| — | —           | Sudanul de Sud            | —    | —      | —      | 35–49.9 | —                       | —                       |
| Pentru raportul GHI 2023, datele au fost evaluate pentru 136 de țări. Dintre acestea, au existat date suficiente pentru a calcula scorurile GHI 2023 pentru 125 de țări (prin comparație, 121 de țări au fost clasate în raportul GHI 2022). Dacă într-o celulă este afișat semnul „—”, datele nu sunt disponibile sau nu au fost raportate. Unele țări nu existau în limitele stabilite de granițele lor actuale în anul sau perioada de referință. |             |                           |      |        |        |         |                         |                         |
| 1. 2. |             |                           |      |        |        |         |                         |                         |

## Rapoarte anuale
- 2023 – The Power of Youth in Shaping Food Systems
- 2022 – Food Systems Transformation and Local Governance
- 2021 – Hunger and Food Systems in Conflict Settings
- 2020 – One Decade to Zero Hunger - Linking Health and Sustainable Food Systems
- 2019 – The Challenge of Hunger and Climate Change
- 2018 – Forced Migration and Hunger
- 2017 – The Inequalities of Hunger
- 2016 – Getting to Zero Hunger
- 2015 – Armed Conflict and the Challenge of Hunger
- 2014 – The Challenge of Hidden Hunger
- 2013 – The Challenge of Hunger: Building Resilience to achieve Food and Nutrition Security
- 2012 – The Challenge of Hunger: Ensuring Sustainable Food Security Under Land, Water, and Energy Stresses
- 2011 – The Challenge of Hunger: Taming Price Spikes and Excessive Food Price Volatility
- 2010 – The Challenge of Hunger: Focus on the Crisis of Child Undernutrition
- 2009 – The Challenge of Hunger: Focus on Financial Crisis and Gender Inequality
- 2008 – The Challenge of Hunger 2008
- 2007 – The Challenge of Hunger 2007
- 2006 – The Challenge of Hunger 2006